# Emilio Suárez
Emilio Leocadio Suárez Agreda (ur. 16 października 1968) – wenezuelski zapaśnik. Olimpijczyk z Atlanty 1996, gdzie zajął piętnaste miejsce w kategorii 100 kg w stylu klasycznym.
Dwukrotny uczestnik mistrzostw świata, zajął 21. miejsce w 1997. Brązowy medal na igrzyskach panamerykańskich w 1995. Triumfator igrzysk Ameryki Południowej w 1994. Wicemistrz igrzysk igrzysk Ameryki Środkowej i Karaibów w 1993. Mistrz igrzysk boliwaryjskich w 1993 i 1997 roku.